# Ленд-ліз

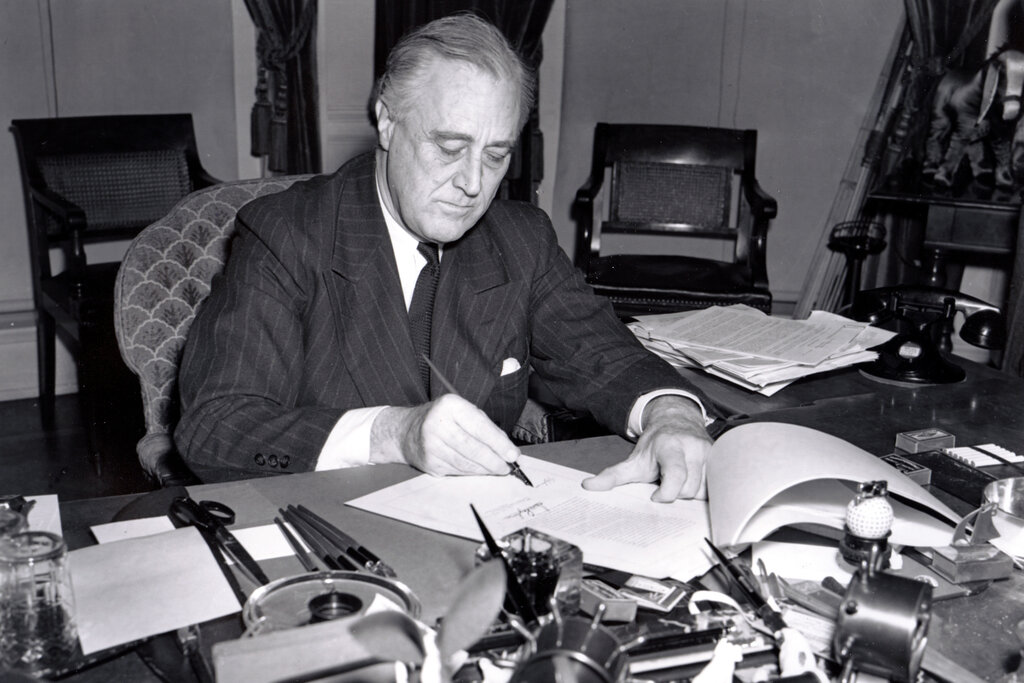
Президент США Франклін Д. Рузвельт підписує закон про ленд-ліз

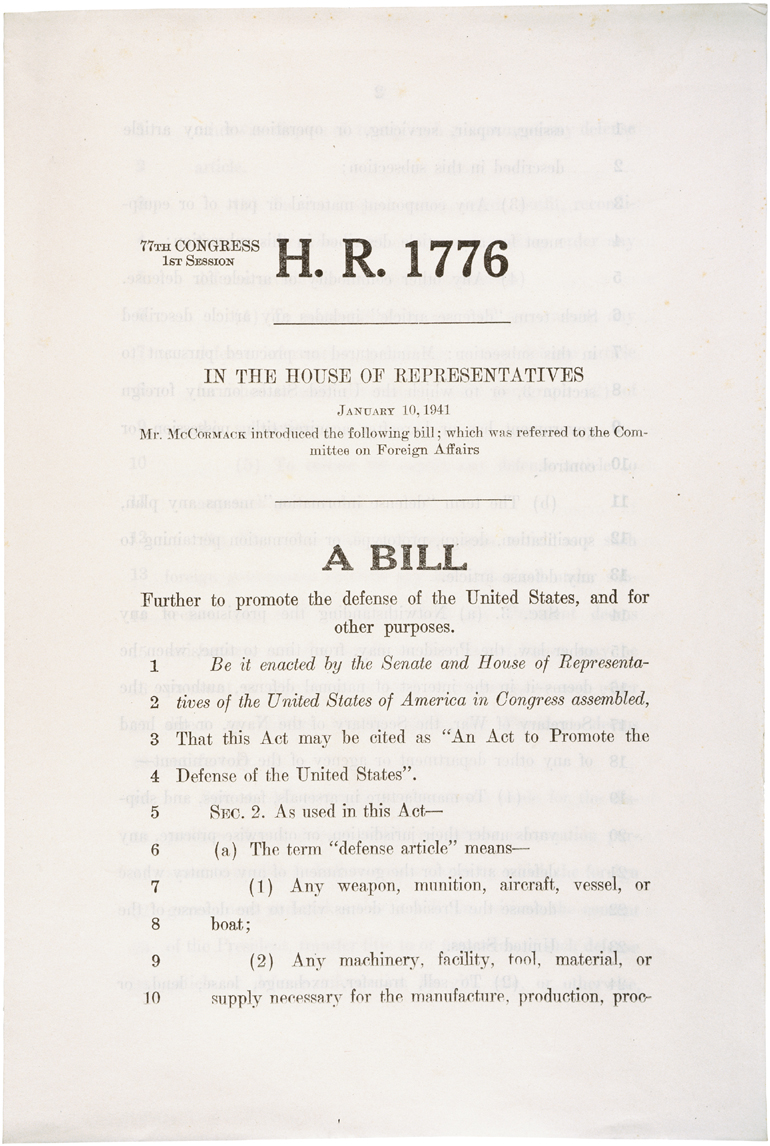
Законопроєкт Палати представників # 1776, p.1

Ленд-ліз, офіційно представлений як Закон про сприяння обороні Сполучених Штатів (від англ. lend — «позичати» і lease — «здавати в оренду, внайми») — політика, згідно з якою Сполучені Штати Америки постачають своїм союзникам боєприпаси, техніку, продовольство, стратегічну сировину, включаючи нафтопродукти та матеріальні засоби. Вона надається на основі того, що така допомога є важливою для оборони Сполучених Штатів; ця допомога включає військові кораблі та військові літаки, а також іншу зброю. Закон про ленд-ліз був прийнятий двічі за всю історію: вперше він був підписаний 11 березня 1941 року під час Другої світової війни, а вдруге — під час російсько-української війни 9 травня 2022 року. Закон, що був підписаний 11 березня 1941 року, закінчився 20 вересня 1945 року. Загалом така допомога є безкоштовною, хоча деяку техніку (наприклад, кораблі) повернули після Другої світової війни. Натомість США отримали оренду армійських і військово-морських баз на території союзників під час війни. Канада реалізувала подібну меншу програму під назвою «Взаємодопомога».
Загалом тоді доставили постачання на 50,1 мільярда доларів (що еквівалентно 690 мільярдам доларів у 2020 році), або 17 % загальних військових витрат США. Загалом 31,4 мільярда доларів надійшло до Сполученого Королівства, 11,3 мільярда доларів — до Радянського Союзу, 3,2 мільярда доларів — Франції, 1,6 млрд доларів — Китаю, а решта 2,6 млрд доларів іншим союзникам. Політика зворотного ленд-лізу включала такі послуги, як оренда авіабаз, які надійшли США, і становили 7,8 мільярда доларів; з них 6,8 мільярда доларів надійшли від Британії та Співдружності. Умови угоди передбачали, що матеріальні засоби повинні використовуватися до повернення або знищення. На практиці повернули дуже мало обладнання, і більшість знищили під час війни. Поставки, які надійшли після дати припинення, були продані Сполученому Королівству з великою знижкою за 1,075 мільярда фунтів стерлінгів, використовуючи довгострокові позики зі Сполучених Штатів. Канадська програма взаємодопомоги надала Сполученому Королівству та іншим союзникам позику в розмірі 1 мільярда доларів і 3-х,4-х мільярда доларів на поставки, та послуги.
Ленд-ліз фактично поклав край претендування Сполучених Штатів Америки на нейтралітет, які були закріплені в Актах про нейтралітет 1930-х років. Це був рішучий крок від політики невтручання до відкритої підтримки союзників. Головний радник Рузвельта з питань зовнішньої політики Гаррі Гопкінс мав ефективний контроль над ленд-лізом, переконавшись, що він відповідає цілям зовнішньої політики Рузвельта.

## Умови ленд-лізу
Концепція цієї програми в часи Другої світової війни надавала президентові владу допомагати будь-якій країні, чия оборона визнавалася життєво важливою для США. Закон про ленд-ліз, прийнятий Конгресом США і підписаний президентом Ф. Д. Рузвельтом 11 березня 1941 року, передбачав:
- поставлені матеріали (машини, різна військова техніка, зброя, сировина, інші предмети), знищені, втрачені й використані під час війни, не підлягають оплаті (стаття 5);[6]
- передане в рамках ленд-лізу майно, що залишилося після закінчення війни й придатне для цивільних цілей, буде оплачено повністю або частково на основі наданих Сполученими Штатами довгострокових кредитів (в основному безвідсоткових позик).

Положення ленд-лізу передбачали, що після війни у випадку зацікавленості американської сторони незруйнована й невтрачена техніка й устаткування повинні бути повернені у США.
Основними клієнтами США стали Британія, а також СРСР і країни Співдружності.

## Обсяги постачання та значення ленд-лізингу
Матеріали на загальну суму у $50,1 млрд (близько $700 млрд у цінах 2008 року) були відправлені отримувачам, у тому числі:
| Отримувач        | Обсяг у цінах 1941—1945 млрд $ | Обсяг у цінах 2008 млрд $ |
| ---------------- | ------------------------------ | ------------------------- |
| Велика Британія  | 31,4                           | ~440                      |
| СРСР             | 11,3                           | ~160                      |
| Франція          | 3,2                            | ~45                       |
| Республіка Китай | 1,6                            | ~22                       |

Зворотний ленд-ліз (наприклад, оренда авіабаз) отриманий США на суму $7,8 млрд, з яких $6,8 млрд — від Великої Британії й Британської Співдружності. Зворотний ленд-ліз із СРСР у США становив $2,2 млн.
Канада мала програму ленд-лізу аналогічну американській, постачання в рамках якої становило $4,7 млрд, в основному у Велику Британію та СРСР.
Значення ленд-лізу в перемозі Об'єднаних націй над країнами Осі ілюструє наведена нижче таблиця, що показує ВВП основних країн — учасників Другої світової війни, з 1938 по 1945, у млрд $ в цінах 1990 року.
| Країна                          | 1938  | 1939  | 1940  | 1941  | 1942  | 1943  | 1944  | 1945  |
| ------------------------------- | ----- | ----- | ----- | ----- | ----- | ----- | ----- | ----- |
| Австралія                       | 24    | 27    | 27    | 29    | 27    | 28    | 29    | 12    |
| Франція                         | 186   | 199   | 164   | 130   | 116   | 110   | 93    | 101   |
| Німеччина                       | 351   | 384   | 387   | 412   | 417   | 426   | 437   | 310   |
| Італія                          | 141   | 151   | 147   | 144   | 145   | 137   | 117   | 92    |
| Японія                          | 169   | 184   | 192   | 196   | 197   | 194   | 189   | 144   |
| СРСР                            | 359   | 366   | 417   | 359   | 274   | 305   | 362   | 343   |
| Велика Британія                 | 284   | 287   | 316   | 344   | 353   | 361   | 346   | 331   |
| США                             | 800   | 869   | 943   | 1 094 | 1 235 | 1 399 | 1 499 | 1 474 |
| Об'єднані нації всього:         | 1 629 | 1 600 | 1 331 | 1 596 | 1 862 | 2 065 | 2 363 | 2 341 |
| Країни Осі всього:              | 685   | 746   | 845   | 911   | 902   | 895   | 826   | 466   |
| ВВП Об'єднані нації/Країни Осі: | 2,38  | 2,15  | 1,58  | 1,75  | 2,06  | 2,31  | 2,86  | 5,02  |

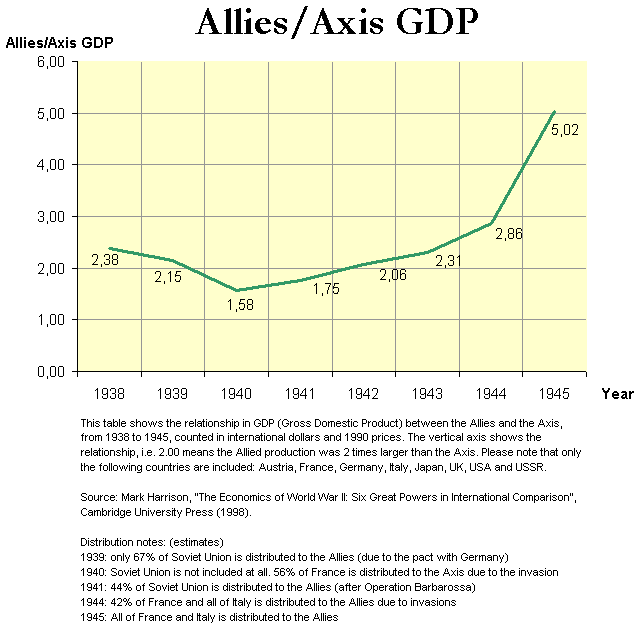
Цей графік демонструє відношення ВВП Об'єднаних нації/країн Осі протягом 1938—1945 рр.

Як показує наведена вище таблиця, до грудня 1941 року ВВП країн антигітлерівської коаліції (СРСР + Велика Британія) співвідносилося із ВВП Німеччини і її європейських союзників як 1:1. Варто врахувати, однак, що до цього моменту Велика Британія була виснажена морською блокадою і суттєво допомогти СРСР у короткостроковій перспективі не могла. Ба більше, за підсумками 1941 року Велика Британія, як і раніше програвала битву за Атлантику, що мало собою загрозу повного колапсу для економіки країни, практично цілком зав'язаної на зовнішню торгівлю.
ВВП СРСР у 1942 році, у свою чергу, внаслідок окупації Німеччиною значних територій знизився приблизно на третину у порівнянні з довоєнним рівнем, при цьому з 200 млн чоловік населення близько 90 млн залишилося на окупованих територіях.
Таким чином, у 1942 році СРСР і Велика Британія поступались Німеччині і її сателітам як за ВВП (0,9:1), так і за населенням (ураховуючи втрати СРСР внаслідок окупації). У цій ситуації керівництву США була очевидна необхідність надання термінової військово-технічної допомоги обом країнам. Навіть більше, США були єдиною країною світу, що володіла достатніми виробничими потужностями для надання такої підтримки у досить стислий термін, щоб встигнути вплинути на хід бойових дій у 1942 році. 1941 року США продовжили нарощувати військову допомогу Великої Британії, а 1 жовтня 1941 року Франклін Рузвельт схвалив підключення до ленд-лізу СРСР.
Ленд-ліз, укупі з наростальною допомогою Великої Британії в її битві за Атлантику, виявився критичним фактором, котрий втягнув США у війну, особливо на європейському фронті. Гітлер, оголошуючи війну США 11 грудня 1941 року, згадав обидва цих фактори, як ключові в ухваленні рішення вступити у війну зі Сполученими Штатами.
Слід зазначити, що посилка американської й англійської військової техніки до СРСР призводила до необхідності забезпечувати його сотнями тисячами тонн авіаційного палива, мільйонами снарядів для гармат і патронів для ПК і кулеметів, запасними гусеницями для танків, запасними автомобільними покришками, запчастинами для танків, літаків та автомобілів. Увесь цей ленд-ліз не був безумовно необхідний СРСР. Уже з 1943 року, коли керівництво союзників перестало сумніватися у здатності СРСР до довгочасної війни, в СРСР стали ввозити в основному стратегічні матеріали (алюміній та ін.) і верстати для радянської промисловості.

## Поставки до СРСР

### Підписання договорів про ленд-ліз

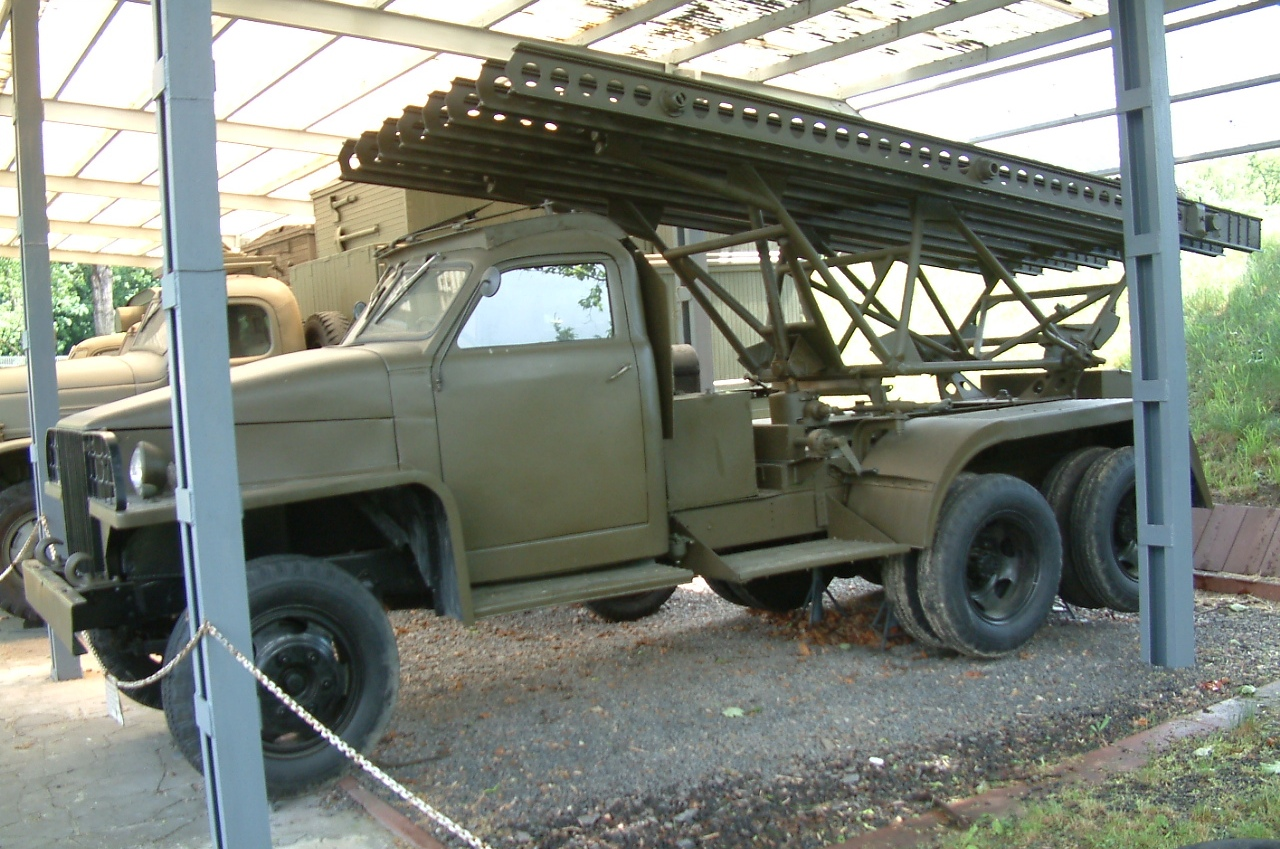
Переважна більшість БМ-13H («Катюша») встановлювалась на платформі вантажівки Studebaker US6

Конференція представників СРСР, Великої Британії і США з питань взаємних військових поставок відбувалася у Москві з 29 вересня по 1 жовтня 1941 року.
У результаті розв'язків, прийнятих на цій конференції, першої угоди про поставки до СРСР досягнуто в лютому 1942 року, коли на СРСР була поширена чинність закону про ленд-ліз.
11 червня 1942 року посол СРСР у США Максим Литвинов і держсекретар США Кордел Хел обмінялися нотами, у яких вказувалося, що підписана 11 червня 1942 року «Угода між урядами СРСР і США про принципи, застосовні до взаємної допомоги у веденні війни проти агресії» заміняє й робить недійсним попередня угода між урядами СРСР і США з цього ж питання, укладена шляхом обміну посланнями між Рузвельтом і Сталіном у лютому 1942 року.

### Маршрути і обсяг поставок
Основні маршрути і обсяг поставок транспортних вантажів показані нижченаведеній таблиці:
| Маршрути поставок | тисяч тонн | % від загального |
| ----------------- | ---------- | ---------------- |
| Тихоокеанський    | 8244       | 47,1             |
| Трансіранський    | 4160       | 23,8             |
| Арктичні конвої   | 3964       | 22,6             |
| Чорне море        | 681        | 3,9              |
| Радянська Арктика | 452        | 2,6              |
| Всього            | 17 501     | 100,0            |

Три маршрути — тихоокеанський, трансіранський та арктичні конвої — забезпечили в сумі 93.5 % загальних поставок. Жоден із цих маршрутів не був повністю безпечним.

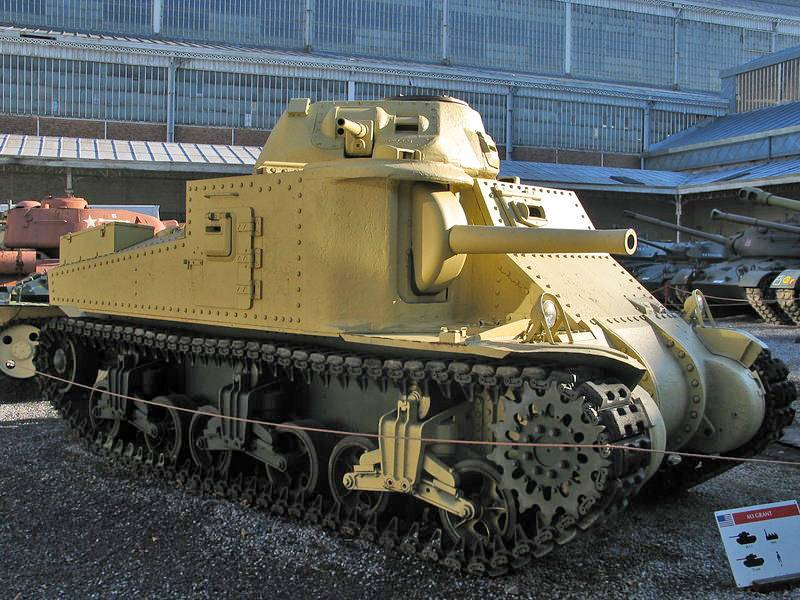
Американський середній танк M3 Lee

Найшвидшим (і найнебезпечнішим) маршрутом були арктичні конвої. У липні-грудні 1941 року 40 % усіх поставок йшло саме цим маршрутом, і близько 15 % відправлених вантажів виявлялося на дні океану. Морська частина шляху від східного узбережжя США до Мурманська займала близько 2-х тижнів.
Вантаж з північними конвоями йшов також через Архангельськ і Молотовськ (нині Сєверодвінськ), звідки по спішно добудованій залізничній гілці вантажі йшли на фронт. Моста через Північну Двіну ще не існувало, і для перекидання техніки взимку наморожували метровий шар льоду з річкової води, тому що природна товщина льоду (65 см узимку 1941 року) не дозволяла витримати рейки з вагонами. Далі вантаж направлявся залізницею на південь, у центральну, тилову частину СРСР. Тихоокеанський маршрут, що забезпечив близько половини поставок за ленд-лізом, був відносно (хоча далеко не повністю) безпечним. З початком 7 грудня 1941 р. війни на Тихому океані перевезення тут могли забезпечуватися лише радянськими моряками, а торгово-транспортні судна ходили лише під радянським прапором. Усі незамерзаючі протоки контролювалися Японією, і радянські судна зазнавали примусовому огляду, а іноді й знищувалися. Морська частина шляху від західного узбережжя США до далекосхідних портів СРСР займала 18-20 діб.

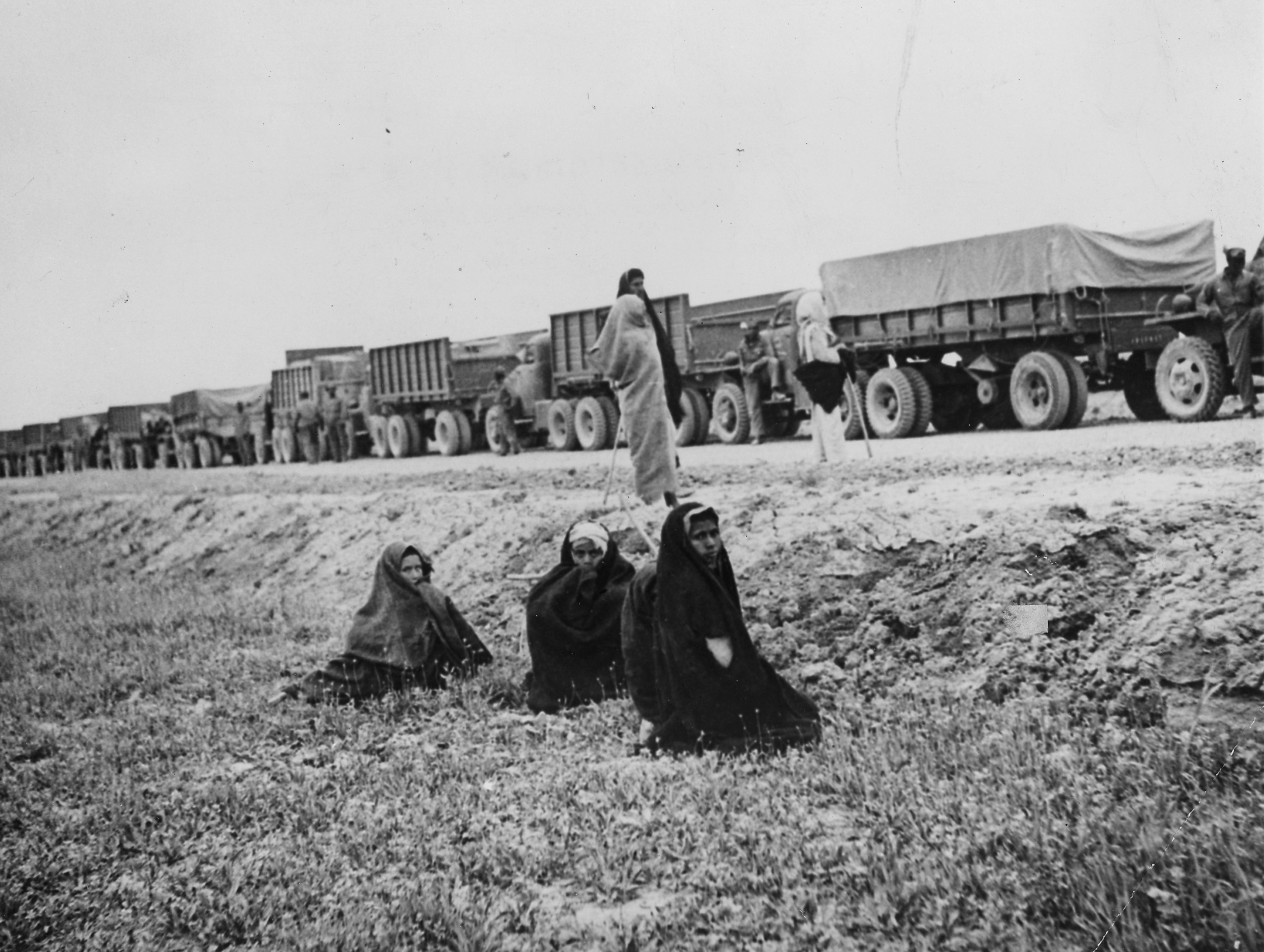
Студебекери в Ірані на шляху до СРСР

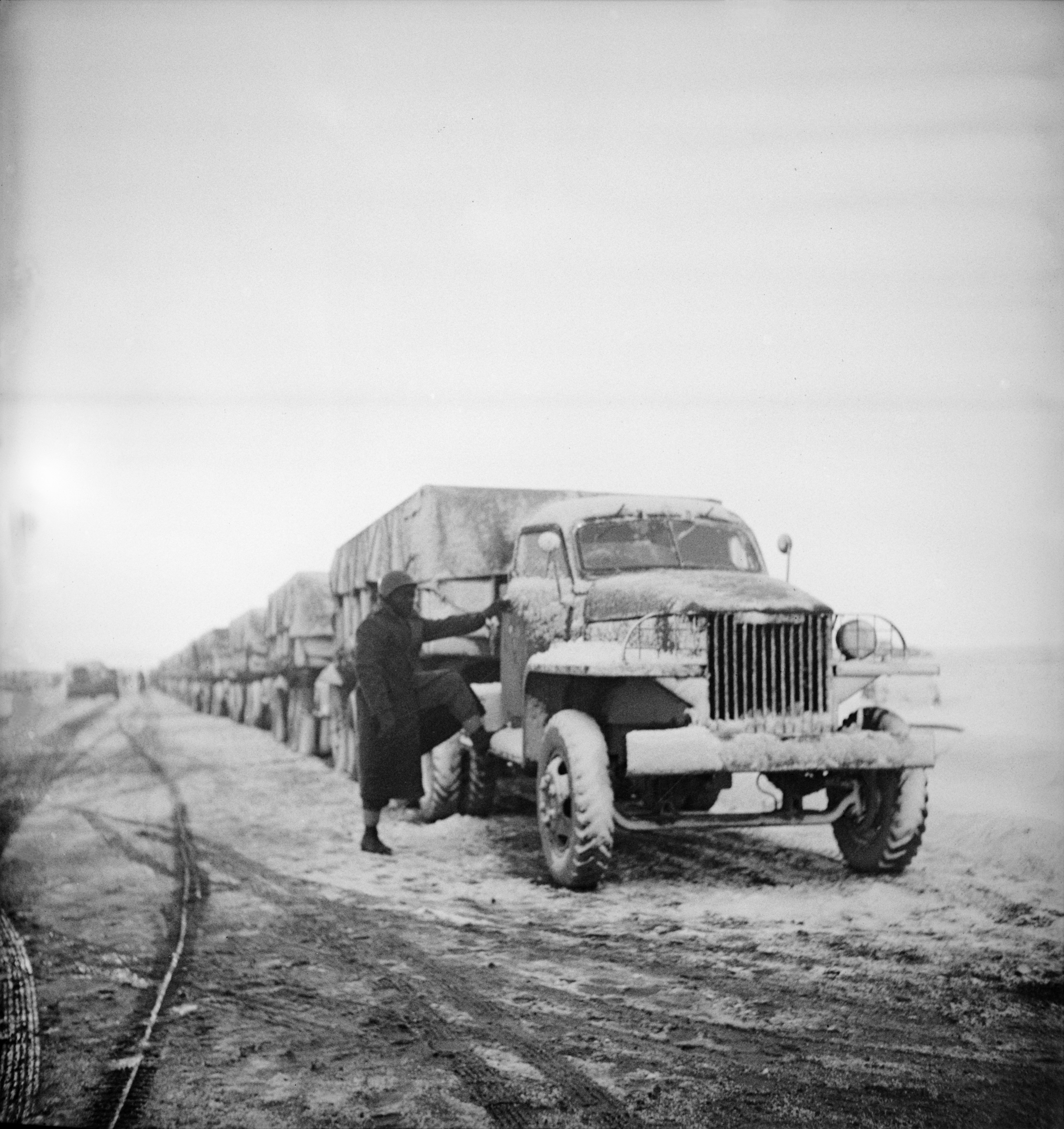
Студебекери в Ірані на шляху до СРСР

Транс-Іранський маршрут у серпні 1941 року дозволяв транспортувати усього лиш 10 000 тонн на місяць. Щоб збільшити обсяги поставок необхідно було провести масштабну модернізацію транспортної системи Ірану, зокрема, портів у Перській затоці і транс-іранської залізниці. З цією метою союзники (СРСР і Велика Британія) у серпні 1941 окупували Іран. До жовтня 1942 року обсяги поставок вдалося підняти до 30 000, а до травня 1943 — до 100 000 тонн на місяць. Далі доставка вантажів здійснювалася судами Каспійської військової флотилії, до кінця 1942 року, котрі зазнали активних атак з боку німецької авіації. Морська частина шляху від східного узбережжя США до берегів Ірану займала близько 75 днів.
Слід зазначити, що в роки війни існувало ще два повітряні маршрути ленд-лізу. За одним з них літаки «своїм ходом» літали в СРСР із США через Південну Атлантику, Африку і Перську затоку, за іншим — через Аляску, Чукотку і Сибір. За другим маршрутом, відомим за назвою «Алсиб» («Аляска — Сибір»), перекинули 7925 літаків.

### Номенклатура поставок
Номенклатура поставок за ленд-лізом визначалася радянським урядом і була покликана заткнути «вузькі місця» у постачанні радянської промисловості та армії. Маршал Жуков у післявоєнних бесідах говорив:
|  | От зараз говорять, що союзники ніколи нам не помагали… Але ж не можна заперечувати, що американці нам гнали стільки матеріалів, без яких ми б не могли формувати свої резерви й не могли б продовжувати війну… У нас не було вибухівки, пороху. Не було як споряджати гвинтівкові патрони. Американці по-справжньому виручили нас із порохом, вибухівкою. А скільки вони нам гнали листової сталі! Хіба ми могли б швидко налагодити виробництво танків, якби не американська допомога сталлю? А зараз представляють справу так, ніби у нас все це було своє у надлишку. |

Програма ленд-лізу була взаємовигідною, як для СРСР (та інших країн-отримувачів), так і для США. Зокрема, США виграли необхідний час для мобілізації власного ВПК.

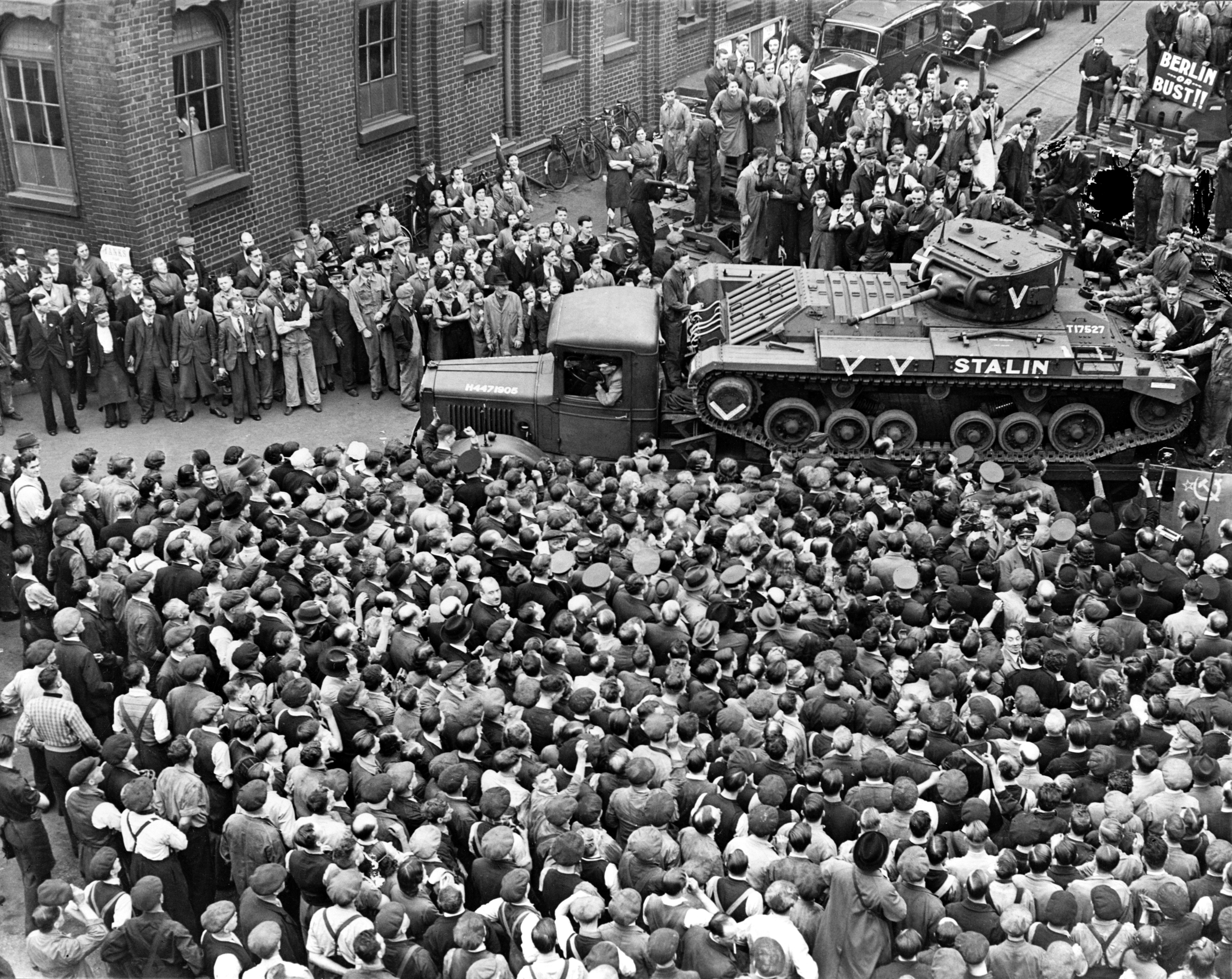
Танк «Валентайн» «Сталін» направляється до СРСР за програмою ленд-лізу.

Основним шасі «Катюш» стали ленд-лізингові «Студебекери» (конкретно, Studebaker US6). У той час, як Сполучені Штати дали близько 20 тисяч автівок для радянської «Катюші», в СРСР випустили усього лише 600 вантажівок. Практично усі «Катюши», зібрані на базі радянських автівок, були знищені під час війни. На сьогодні у всьому пострадянському просторі збереглося лише чотири автентичних реактивних міномети «Катюша», які були створені на базі радянських автівок ЗіС-6. Один із них знаходиться у Петербурзькому артилерійському музеї, а другий — у Запоріжжі. Третій міномет на базі «полуторки» стоїть як пам'ятник у Кропивницькому (колишній Кіровоград). Четвертий — у Нижньогородському кремлі.

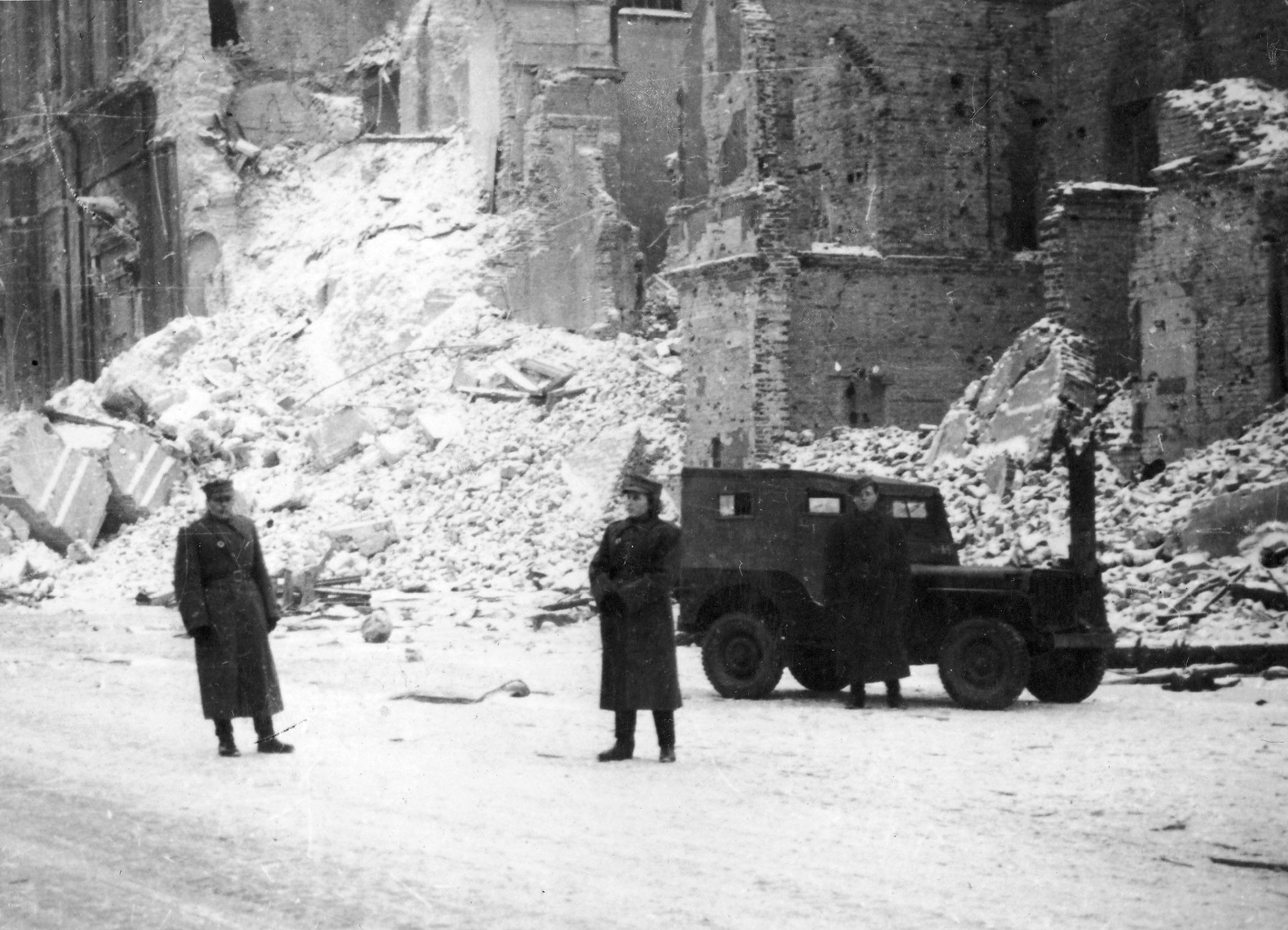
Позашляховик Willys MB. У межах програми ленд-ліз до СРСР надіслали 51 000 «віллісів» у зібраному і розібраному виглядах.

За іншими даними, СРСР отримала за ленд-лізом 622,1 тис. тонн залізничних рейок (56,5 % від власного виробництва), 1900 паровозів (у 2,4 раза більше, ніж випущене за роки війни в СРСР) і 11 075 вагонів (більше у 10,2 раза), 3 млн 606 тис. автопокришок (43,1 %), 610 тис. тонн цукру (41,8 %), 664,6 тис. тонн м'ясних консервів (108 %). СРСР отримала 427 тисяч автомобілів і 32 тис. армійських мотоциклів, при цьому в СРСР з початку війни до кінця 1945 року випустили тільки 265,6 тис. автомобілів і 27 816 мотоциклів. США поставили 2 млн 13 тис. тонн авіабензину (разом із союзниками — 2 млн 586 тис. тонн) — майже дві третини пального, використаного за роки війни радянською авіацією. У той же час у статті, звідки взяті цифри даного абзацу, як джерело фігурує стаття Б. В. Соколова «Роль ленд-лізу в радянських військових зусиллях, 1941—1945». Однак у самій статті написано, що США і Британія поставили разом лише 1216,1 тис. тонн авіабензину, а до СРСР у 1941—1945 рр. було зроблено 5539 тис. тонн авіабензину, таким чином західні поставки становили тільки 18 % загального радянського споживання часів війни. Якщо врахувати, що таким був у радянському авіапарку відсоток літаків.
Цей список показує поставки в СРСР до 30 вересня 1945 року:
| Літальних апаратів    | 14 795             |
| Танків                | 7 056              |
| Легкових джипів       | 51 503             |
| Вантажних автівок     | 375 883            |
| Мотоциклів            | 35 170             |
| Тракторів             | 8 071              |
| Гвинтівок             | 8 218              |
| Автоматичної зброї    | 131 633            |
| Пістолетів            | 12 997             |
| Вибухівки             | 345 735 тонн       |
| Динаміту              | 70 400 000 фунтів  |
| Пороху                | 127 000 тонн       |
| Тротилу               | 271 500 000 фунтів |
| Толуолу               | 237 400 000 фунтів |
| Детонаторів           | 903 000            |
| Обладнання будівель   | $10 910 000        |
| Товарних вагонів      | 11 155             |
| Локомотивів           | 1 981              |
| Вантажних суден       | 90                 |
| Протичовнові кораблі  | 105                |
| Торпедних катерів     | 197                |
| Радіолокаторів        | 445                |
| Двигунів для кораблів | 7 784              |
| Запасів продовольства | 4 478 000 тонн     |
| Машин і обладнання    | $1 078 965 000     |
| Кольорових металів    | 802 000 тонн       |
| Нафтопродуктів        | 2 670 000 тонн     |
| Хімікалій             | 842 000 тонн       |
| Бавовни               | 106 893 000 тонн   |
| Шкір                  | 49 860 тонн        |
| Шин                   | 3 786 000          |
| Армійських черевиків  | 15 417 000 пар     |
| Ковдр                 | 1 541 590          |
| Спирту                | 331 066 л          |
| Ґудзики               | 257 723 498 шт.    |

СРСР отримала від США та інших союзників значне число автомобілів: в автомобільному парку Червоної Армії імпортних автівок у 1943 році було 5,4 %, у 1944 році у СА — 19 %, а станом на 1 травня 1945 р. — 32,8 % (58,1 % становили машини радянського виробництва і 9,1 % — трофейні). США і Британська імперія поставили 18,36 % авіабензину, використаного за роки війни радянською авіацією; щоправда, в основному цим бензином заправлялися поставлені за ленд-лізом літаки американського та англійського виробництва, у той час як літаки радянського виробництва могли заправлятися радянським бензином з меншим октановим числом.
Порівняльні дані ролі ленд-лізу в забезпеченні радянської економіки деякими видами матеріалів і продовольства під час війни наведені нижче:
| Матеріали                   | Виробництво СРСР (без урахування наявного до початку війни) | Ленд-ліз | Ленд-ліз/Виробництво СРСР, у % |
| --------------------------- | ----------------------------------------------------------- | -------- | ------------------------------ |
| Вибухівка, тис. тонн        | 558                                                         | 295,6    | 53 %                           |
| Мідь, тис. тонн             | 534                                                         | 404      | 76 %                           |
| Алюміній, тис. тонн         | 283                                                         | 301      | 106 %                          |
| Олово, тис. тонн            | 13                                                          | 29       | 223 %                          |
| Кобальт, тонн               | 340                                                         | 470      | 138 %                          |
| Авіапаливо, тис. тонн       | 4700                                                        | 1087     | 23 %                           |
| Автомобільні шини, млн штук | 3988                                                        | 3659     | 92 %                           |
| Шерсть, тис. тонн           | 96                                                          | 98       | 102 %                          |
| Цукор, тис. тонн            | 995                                                         | 658      | 66 %                           |
| М'ясні консерви, млн банок  | 432,5                                                       | 2077     | 480 %                          |
| Тваринні жири, тис. тонн    | 565                                                         | 602      | 107 %                          |

### Оцінки
У післявоєнний період висловлювалися різні оцінки ролі ленд-лізу. У СРСР частіше, в основному, з ідеологічних міркувань применшувалась значущість постачання, у той час, як за кордоном стверджувалося, що перемога над Третім Рейхом була визначена західною зброєю і, що без ленд-лізу Радянський Союз не встояв би.
У радянській історіографії звичайно стверджувалося, що розмір допомоги за ленд-лізом СРСР був доволі малий — усього близько 4 % засобів, витрачених країною на війну, а танки й авіація поставлялися в основному застарілих моделей. У пострадянській історіографії ставлення до допомоги союзників трохи змінилося, і увага стала звертатися також й на те, що за рядом позицій постачання мало важливе значення, як у плані значущості кількісних і якісних характеристик, так і в плані доступу до нових зразків озброєння та промислового устаткування.

## Борги за ленд-лізингом та їхня виплата
Одразу ж по завершенню війни США направили країнам, що одержували допомогу за ленд-лізом, пропозицію повернути вцілілу військову техніку й сплатити борг для одержання нових кредитів. Оскільки закон про ленд-ліз передбачав списання використаного військового устаткування та матеріалів, американці наполягали на оплаті тільки цивільних поставок: залізничного транспорту, електростанцій, пароплавів, вантажівок й іншого устаткування, що перебувало у країнах одержувачів станом на 2 вересня 1945 року. За ту військову техніку, яка була знищена нацистами в ході боїв, США не зажадали ні цента.

### Британія
Обсяг боргів Британії перед США становив $4,33 млрд, перед Канадою — $1,19 млрд. Останній платіж у розмірі $83,25 млн (на користь США) і $22,7 млн (Канада) провели 29 грудня 2006 року.

### Китай
Борг Китаю перед США за поставки за ленд-лізом становив $187 млн. З 1979 року США визнали Китайську Народну Республіку єдиним законним урядом Китаю, а отже і спадкоємцем усіх попередніх домовленостей (включаючи поставки за ленд-лізом). Проте, у 1989 році США зажадали від Тайваню (не від КНР) повернення боргу за ленд-лізом. Подальша доля китайського боргу не ясна.

### СРСР
На переговорах 1948 року радянські представники погодилися виплатити лише незначну суму й зустріли прогнозовану відмову американської сторони. Переговори 1949 року теж ні до чого не привели. У 1951 році американці двічі знижували суму платежу, яка стала рівнятися $800 млн, однак радянська сторона погоджувалася сплатити тільки $300 млн. На думку радянського уряду, розрахунки повинні були вестися не відповідно до реальної заборгованості, а на основі прецеденту. Цим прецедентом повинні були стати пропорції при визначенні боргу між США й Великою Британією, який був закріплений ще у березні 1946 року.
Угоду з СРСР про порядок погашення боргів за ленд-лізом уклали тільки 1972 року. Згідно з цією угодою СРСР зобов'язався до 2001 року заплатити $722 млн, включно з відсотками. До липня 1973 року були здійснено три платежі на загальну суму $48 млн, після чого виплати були припинені у зв'язку з введенням американською стороною економічних заходів у торгівлі із СРСР (Поправка Джексона–Вейніка). У червні 1990 року у ході переговорів президентів США й СРСР сторони повернулися до обговорення боргу. Був встановлений новий строк остаточного погашення заборгованості — 2030 рік, і сума — $674 млн.
Після розпаду СРСР борг за допомогу був переоформлений на РФ (Борис Єльцин, Андрій Козирєв). 21 серпня 2006 року РФ достроково погасила радянську заборгованість.

### Франція
28 травня 1946 року Франція підписала із США пакет договорів (так звані Blum-byrnes accords) з врегулювання французького боргу за поставки ленд-лізу в обмін на ряд торгівельних поступок з боку Франції. Зокрема, Франція суттєво збільшила квоти на показ іноземних (у першу чергу американських) фільмів на французькому кіноринку.

## Ленд-ліз для України (2022)

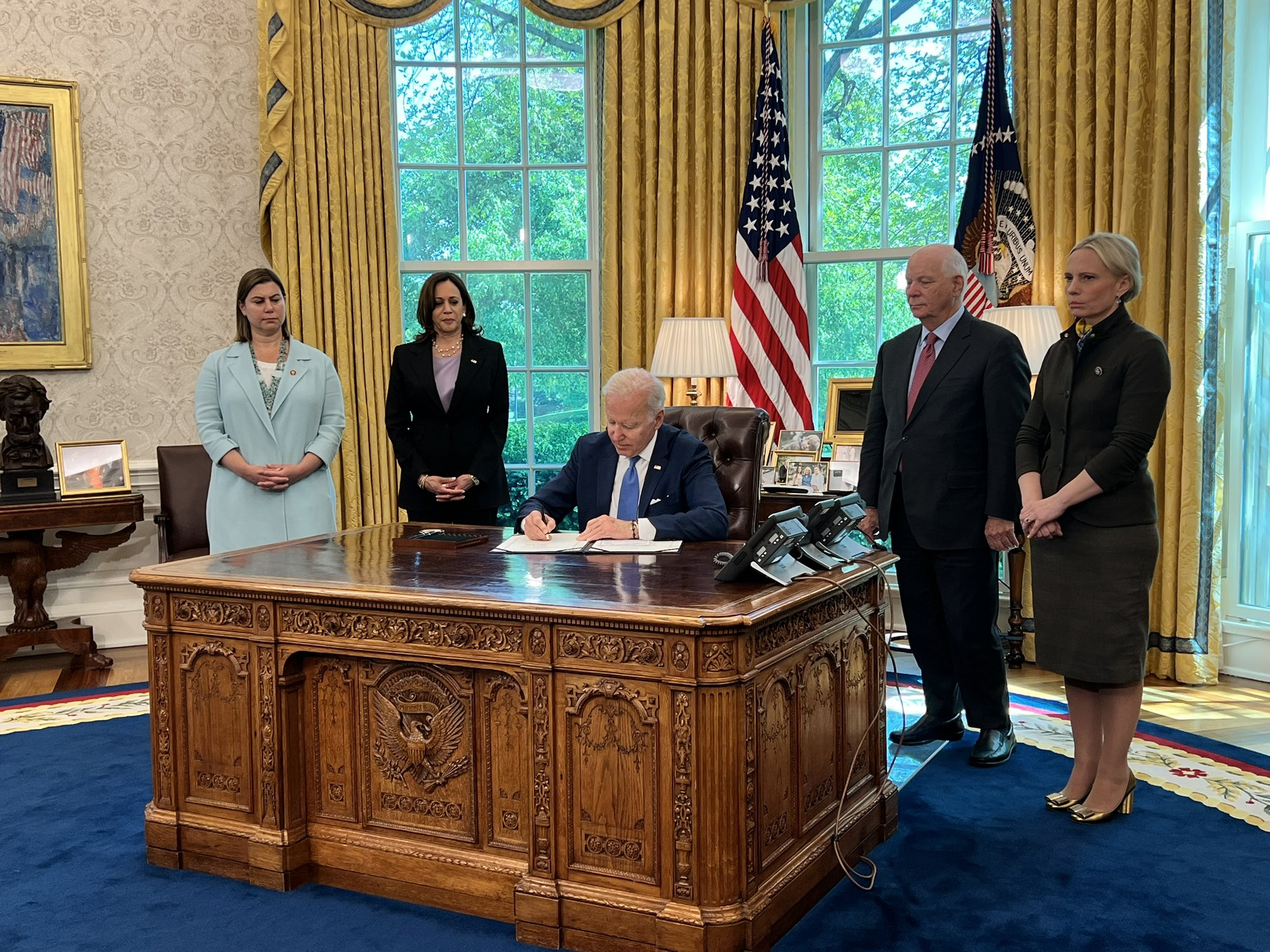
Президент США Джо Байден (Joseph Robinette Biden, Jr) підписує закон про ленд-ліз для України

Сенат США 7 квітня 2022 року ухвалив закон, що дозволив президенту Джо Байдену використовувати ленд-ліз для прискорення надання військової техніки та інших поставок до України під час повномасштабного вторгнення російських військ. Закон ухвалили через два місяці після вторгнення, коли США впевнилися, що українські війська здатні протистояти російській агресії. На рішення вплинуло також оприлюднення злочинів російських військових у Бучі. Рішення остаточно схвалено 28 квітня Палатою представників і 9 травня закріплено підписом Джо Байдена президента США. Законопроєкт підтримали 417 конгресменів, проти висловилися 10.
З жовтня 2023 року американський закон про ленд-ліз для України втратив чинність. Згідно з повідомленням BBC News Україна, по-перше, Київ та Вашингтон не уклали відповідні угоди, де, вочевидь, були б прописані всі необхідні умови і об'єми військової допомоги, по-друге, що більш важливо, цей закон діяв лише на 2022 і 2023 фіскальні роки в США. Відповідно, новий фіскальний рік в США наступив з жовтня поточного року. Влада США мала б продовжити дію закону на наступний рік, але цього так і не зробила.